# Pollinkhove
Pollinkhove är en ort i Belgien.   Den ligger i provinsen Västflandern och regionen Flandern, i den västra delen av landet, 110 km väster om huvudstaden Bryssel. Pollinkhove ligger 8 meter över havet och antalet invånare är 620.
Terrängen runt Pollinkhove är mycket platt. Runt Pollinkhove är det ganska tätbefolkat, med 60 invånare per kvadratkilometer.. Närmaste större samhälle är Ypern, 17,1 km sydost om Pollinkhove. 
Trakten runt Pollinkhove består till största delen av jordbruksmark.